# Yardie (film)
Pour plus de détails, voir Fiche technique et Distribution.
Yardie est un thriller britannique réalisé par Idris Elba, sorti en 2018. Il s'agit d'une adaptation du roman éponyme de Victor Headley paru en 1992.

## Synopsis
Au sud du Kingston, années 1970, là où vivent les "Yardies", des oubliés installés dans les bidonvilles. La guerre fait rage entre deux gangs, les Tappas, dirigés par Skeets, et les Spicers, menés par King Fox, et occasionne aussi de nombreuses victimes collatérales. C'est dans ce contexte violent que le jamaïcain Jerry Dread, pacifiste convaincu et amoureux de la musique, tente de mettre fin à la guerre, avant d'être assassiné, laissant derrière lui un jeune frère, Dennis.
Dans les années 1980, hanté par la mort de son grand frère, Dennis "D" Campbell devient le protégé de King Fox, un producteur de musique qui vit du trafic de cocaïne. Lorsque le dealer envoie Dennis à Londres afin de vendre sa marchandise à Rico, un puissant baron de la drogue londonienne, ce dernier reprend aussitôt contact avec son amour de jeunesse, Yvonne, et noue des liens avec sa fille qu'il n'a pas vue depuis sa naissance. Alors qu'il est tenté de mettre un terme à sa vie criminelle en vendant la cocaïne pour son propre compte, il découvre que l'assassin de son frère vit à Londres. Dès lors, il désire d'accomplir sa vengeance. Mais une chasse à l'homme commence lorsque Rico décide de l'éliminer...

## Fiche technique
- Titre original et français : Yardie
- Réalisation : Idris Elba
- Scénario : Brock Norman Brock et Martin Stellman, d'après le roman éponyme de Victor Headley
- Montage : Justine Wright
- Photographie : John Conroy
- Musique : Dickon Hinchliffe
- Production : Gina Carter et Robin Gutch
- Société de production et distribution : Studiocanal
- Pays d'origine :  Royaume-Uni
- Langue originale : anglais
- Format : couleur
- Genre : Thriller
- Durée : 101 minutes
- Dates de sortie  :
  -  États-Unis : 20 janvier 2018 (Festival du film de Sundance 2018)
  -  Royaume-Uni : 31 août 2018
  -  France : 30 mars 2019 (sur Canal +)

## Distribution
- Aml Ameen (VF : Namakan Koné) : Dennis « D » Campbell
- Shantol Jackson (VF : Aurélie Konaté) : Yvonne
- Stephen Graham (VF : Marc Saez) : Rico
- Fraser James (VF : Thierry Desroses) : Piper
- Everaldo Creary (VF : Jean-Baptiste Anoumon) : Jerry Dread
- Akin Gazi (VF : Jean-Alain Velardo) : Arif
- Mark Rhino Smith (VF : Laurent Maurel) : Raggz
- Naomi Ackie (VF : Corinne Wellong) : Mona
- Sheldon Shepherd (VF : Rody Benghezala) : King Fox
- Christopher Daly : Marcus
- Myla-Rae Hutchinson-Dunwell (VF : Mila Wermuth) : Vanessa
- Reshawna Douglas (VF : Clara Soares) : Yvonne jeune
- Antwayne Eccleston : Dennis jeune
- Alexandra Vaz : Beverley
- Chris-Ann Fletcher : Claudette
- Paul Haughton : Rupie
- Carol Lawes : Gran
- Raheim Edwards : Clancy jeune
- Sean Lyn : Mr. Cheung
- Rayon McLean : Skeets
- Johann Myers (VF : Michel Vigné) : Beenie
- Jumayn Hunter (VF : Mohamed Sanou) : Tyrone